# Hessisches Schulgesetz
Das Hessische Schulgesetz (HSchG) bildet die Grundlage des Schulrechts in Hessen. Es regelt im Wesentlichen alle Bestandteile des Schulrechts und wird lediglich im Einzelnen durch weitere Verordnungen ergänzt.

## Inhalt

### Erster Teil
Der Erste Teil (§§ 1–3) greift das in der Verfassung des Landes Hessen normierte Recht auf Bildung auf und spezifiziert dieses Grundrecht näher.

### Zweiter Teil
Der Zweite Teil (§§ 4–10) regelt den Inhalt des Schulunterrichts. Grundsätzlich richtet sich der Unterricht in den hessischen Schulen nach den vom hessischen Kultusministerium zentral erstellten Unterrichtsplänen, die spezifische Wissensziele enthalten und einen Rahmen für den Unterrichtsinhalt der Schulen bilden. In Nebenfächern (z. B. Sport) werden stattdessen allgemeine Lehrpläne erstellt, die keine bestimmten Ziele enthalten. Ferner werden für jede Klassenstufe Stundentafeln erstellt. Die Schulfächer werden im Einzelnen aufgeführt, wobei es den Schulen überlassen bleibt, einzelne Fächer zusammenzufassen (z. B. Gesellschaftslehre anstelle Erdkunde, Geschichte und Politik und Wirtschaft). Zu den Pflichtinhalten zählt ferner Sexualkunde (§ 7) und Religionsunterricht bzw. Ethikunterricht (§ 8).

### Dritter Teil
Der Dritte Teil (§§ 11–55) enthält genauere Regelungen zu den einzelnen im Land Hessen bestehenden Schulformen von der Grundschule über weiterführende Schulen und Berufsschulen zu den Schulen für Erwachsene (Abendschule und speziell in Hessen das Hessenkolleg) sowie die Sonderschulen. Über die Schullaufbahn des Kindes entscheiden in Hessen alleine die Eltern.
In den hessischen Grundschulen wird die Leistung in der ersten Jahrgangsstufe nicht benotet und stattdessen durch eine schriftliche Bewertung des Klassenlehrers in Textform ersetzt. Eine Versetzung findet nicht statt, die Schüler rücken automatisch in die zweite Jahrgangsstufe vor, nur ausnahmsweise ist eine Nichtversetzung zulässig, wenn anderenfalls die Entwicklung des Schülers erheblich gefährdet wäre.
An den weiterführenden Schulen existiert eine Orientierungsstufe unter dem Namen „Förderstufe“, die die 5. und 6. Klasse erfasst.

### Vierter Teil
Der Vierte Teil (§§ 56–68) regelt die Schulpflicht in Hessen.
Schüler, die bis zum 30. Juni das sechste Lebensjahr vollenden, sind Muss-Kinder und müssen zum Schuljahresbeginn im August in die Grundschule eintreten. Schüler, die ab dem 1. Juli das sechste Lebensjahr vollenden, sind Kann-Kinder und können, müssen aber nicht noch im selben Jahr eingeschult werden. Sind die Kinder von ihrer Entwicklung her noch nicht für die Grundschule reif, können sie für bis zu einem Jahr von der Schulpflicht zurückgestellt werden. Für Grundschulen herrscht in Hessen Sprengelpflicht.
Die Vollzeitschulpflicht endet grundsätzlich mit dem 9. Schuljahr; allerdings nur dann, wenn anschließend eine Berufsausbildung (duale Ausbildung oder schulische Ausbildung), der Besuch eines Berufsvorbereitungsjahres, Berufsgrundbildungsjahres oder eine Maßnahme der Agentur für Arbeit nahtlos anschließt. Alle Bundesfreiwilligendienste (BFDG) erfüllen ebenfalls die Voraussetzung. In allen anderen Plänen nach der Hauptschule greift die erweiterte Schulpflicht und die Vollzeitschulpflicht erweitert sich um ein weiteres Jahr, was im Extremfall dazu führen kann, dass der Schüler ein 10. Schuljahr an einer Realschule absitzen muss, obwohl er zur Realschulprüfung von vornherein nicht zugelassen werden kann und damit das Klassenziel nicht erreichen kann.
Die im Hessischen Schulgesetz derzeit noch normierte Berufsschulpflicht ist durch die Einführung der Dualen Ausbildung auf Bundesebene obsolet. Wer keine Berufsausbildung absolviert, muss im Land Hessen auch keine Berufsschule besuchen.
Im Ausnahmefall (fehlende Beschulbarkeit) kann die Schulpflicht befristet oder auch dauerhaft ruhen (§ 65).
Die Schulpflicht kann durch die Anwendung unmittelbaren Zwangs durchgesetzt werden (§ 68).

### Fünfter Teil
Der Fünfte Teil (§§ 69–82b) regelt die Rechtsbeziehungen zwischen Schule und Schüler. Die Aufnahme eines Schülers begründet ein öffentlich-rechtliches Schulverhältnis. Die Eltern des Schülers haben kein Recht auf Aufnahme in eine bestimmte Schule, sehr wohl aber ein Recht auf Aufnahme in eine Schule des gewählten Bildungsgangs (z. B. Gymnasium). Ferner enthält das Gesetz grundsätzliche Regelungen zur Erteilung von Zeugnissen, zur Versetzung in die nächsthöhere Klassenstufe sowie ggfs. zur Wiederholung einer Klassenstufe, sowie der Wechsel in einen anderen Bildungsgang.
Schließlich sind in diesem Abschnitt die Ordnungsmaßnahmen bei Verstößen gegen die Schulordnung geregelt. Die Ordnungsmaßnahmen sind gestaffelt und reichen vom Ausschluss aus dem Schulunterricht für den Rest des Schultages bis hin zur vollständigen Verweisung von der besuchten Schule.

### Sechster Teil
Der Sechste Teil (§§ 83–85) enthält ausschließlich Datenschutzregelungen und wurde infolge der Datenschutz-Grundverordnung (DSGVO) der EU neu ins hessische Schulgesetz eingefügt.

### Siebter Teil
Der Siebte Teil (§§ 86–99c) regelt die Rechte der Lehrer und der Schulleitung im Land Hessen sowie die Schulaufsicht durch die 15 Staatlichen Schulämter im Land Hessen, die unmittelbar dem Kultusministerium unterstehen.

### Achter Teil
Der Achte Teil (§§ 100–120) regelt die Rechte der Eltern und insbesondere die Bildung von Elternbeiräten auf Klassen-, Schul-, Kreis- und Landesebene.

### Neunter Teil
Der Neunte Teil (§§ 121–126) regelt spiegelbildlich zum vorhergehenden Teil die Schülervertretungen auf Schul-, Kreis- und Landesebene sowie die Schülerzeitungen.

### Zehnter Teil
Der Zehnte Teil (§§ 127–136) bestimmt die Rechte der Schule als Körperschaft des öffentlichen Rechts sowie die Schulkonferenzen.

### Elfter Teil
Der Elfte Teil (§§ 137–150) regelt die Trägerschaft der Schulen des Landes Hessen.
Träger der Schulen in Hessen sind im Regelfall die Landkreise und kreisfreien Städte. Die Sonderstatusstädte Fulda, Gießen, Marburg, Hanau und Rüsselsheim sind Träger der Schulen auf ihrem Gemeindegebiet. Das Land Hessen ist Träger der Hessenkollegs, der Landeswohlfahrtsverband Hessen Träger der Sonderschulen in Hessen.
Normiert werden auch Mindestschülerzahlen für Schulen in Hessen. Hauptschulen müssen mindestens einzügig sein, Realschulen und Gymnasien mindestens zweizügig. Integrierte Gesamtschulen müssen mindestens dreizügig sein. Gymnasiale Oberstufen als Teil eines allgemeinbildenden Gymnasiums und berufliche Gymnasien müssen mindestens 50 Schüler pro Jahrgangsstufe umfassen, Oberstufengymnasien mindestens 160 Schüler pro Jahrgangsstufe. Für Grundschulen existieren keine Mindestschülerzahlen, sodass in Hessen auch sehr kleine Grundschulen zulässig sind (z. B. die Zwergschulen im ehemaligen Landkreis Schlüchtern).

### Zwölfter Teil
Im Zwölften Teil (§§ 151–165) werden die Kosten der hessischen Schulen geregelt, daneben sind hier auch einige die Schüler betreffende Regelungen enthalten.
Es herrscht Lernmittelfreiheit in Hessen; Schulbücher werden von der Schule bereitgestellt und sind nach Abschluss des Schuljahres zurückzugeben.
Schülerfahrkosten werden nur für die Dauer der Vollzeitschulpflicht erstattet, die Fahrtkosten zur Sekundarstufe II muss der Schüler bzw. dessen Eltern in jedem Fall selbst tragen.

### Dreizehnter Teil
Der Dreizehnte Teil (§§ 166–177) enthält Regelungen zu Privatschulen im Land Hessen.

### Vierzehnter Teil
Der Vierzehnte Teil (§§ 178–184a) enthält überwiegend Ordnungs- und Strafbestimmungen.
Der Verstoß gegen die Schulpflicht ist im Grundtatbestand eine Ordnungswidrigkeit, im Wiederholungsfall aber eine Straftat, die mit Freiheitsstrafe bis zu sechs Monaten oder mit Geldstrafe bestraft werden kann. Die Straftat wird nur auf Antrag verfolgt.

### Fünfzehnter und sechzehnter Teil
Der fünfzehnte und sechzehnte Teil (§ 185 sowie §§ 186–191) enthalten Verordnungsermächtigungen sowie Übergangs- und Schlussbestimmungen.

## Geschichte
Am 11. Dezember 1946 trat die Hessische Verfassung in Kraft, die im fünften Teil die Grundlagen der Bildung und Erziehung regelte. 1949 trat ein Gesetz in Kraft, das die Schulgeldfreiheit normierte, ein Jahr später wurde die Schulpflicht gesetzlich eingeführt. Ferner gab es ab 1953 ein Gesetz über die Verwaltung der Schulen. Am 1. August 1993 trat das Hessische Schulgesetz vom 17. Juni 1992 in Kraft, das die vorgegangenen Schulgesetze überflüssig machte und aufhob. Es wurde dreimal neugefasst, die letzte Neufassung fand am 30. Juni 2017 statt. Seitdem wurde es viermal geändert, zuletzt am 18. März 2021.

## Rechtsverordnungen auf Grundlage des Hessischen Schulgesetzes
Auf Grundlage des Hessischen Schulgesetzes haben die Ministerien zahlreiche Rechtsverordnungen und Verwaltungsvorschriften erlassen. Insbesondere sind hierbei zu nennen:
- Verordnung über die Aufsicht über Schülerinnen und Schüler (AufsVO)
- Verordnung zur Gestaltung des Schulverhältnisses (VOGSV)
- Oberstufen- und Abiturverordnung (OAVO)
- Verordnung zur Ausgestaltung der Bildungsgänge und Schulformen der Grundstufe (Primarstufe) und der Mittelstufe (Sekundarstufe I) und der Abschlussprüfungen in der Mittelstufe (VOBGM)
- Verordnung über Unterricht, Erziehung und sonderpädagogische Förderung von Schülerinnen und Schülern mit Beeinträchtigungen oder Behinderungen (VOSB)
- Verwaltungsvorschriften für die Aufsicht im Schulsport (Sporterlass)
- Schulwanderungen und Schulfahrten („Wandererlass“)